# Chip Zdarsky
Chip Zdarsky é um roteirista e desenhista de histórias em quadrinhos americanas. Ilustrou a série Sex Criminals, escrita por Matt Fraction e vencedora do Eisner Award de "Melhor Série Estreante" em 2014. Desde 2017, escreve o título Peter Parker: The Spectacular Spider-Man, da Marvel Comics. Em 2018, passou a escrever a revista do Demolidor.